# Grimpar de Souleyet
Lepidocolaptes souleyetii
Espèce
Synonymes
- Dendrocolaptes souleyetii Des Murs, 1849 (protonyme)

Statut de conservation UICN

 LC  : Préoccupation mineure
Répartition géographique
Le Grimpar de Souleyet (Lepidocolaptes souleyetii) est une espèce d'oiseaux de la famille des Furnariidae.

## Nomenclature
Son nom commémore le chirurgien de marine et zoologiste Louis François Auguste Souleyet (1811-1852).

## Répartition

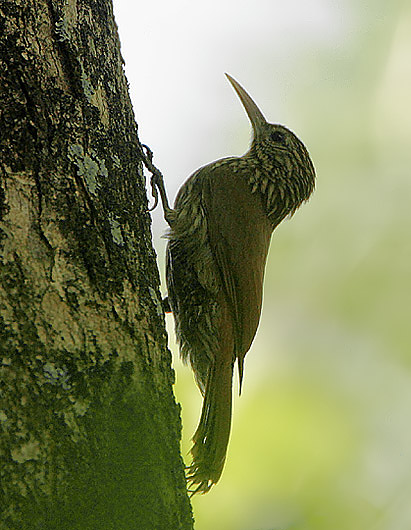
Un Grimpar de Souleyet au Trinidad.

Cette espèce vit en Amérique centrale et dans le Nord de l'Amérique du Sud.

## Taxinomie
La dénomination spécifique commémore le zoologiste français Louis François Auguste Souleyet. Selon le Congrès ornithologique international et Alan P. Peterson il existe huit sous-espèces :
- Lepidocolaptes souleyetii guerrerensis van Rossem, 1939 ;
- Lepidocolaptes souleyetii insignis (Nelson, 1897) ;
- Lepidocolaptes souleyetii compressus (Cabanis, 1861) ;
- Lepidocolaptes souleyetii lineaticeps (Lafresnaye, 1850) ;
- Lepidocolaptes souleyetii littoralis (Hartert & Goodson, 1917) ;
- Lepidocolaptes souleyetii uaireni Phelps & Phelps Jr, 1950 ;
- Lepidocolaptes souleyetii esmeraldae Chapman, 1923 ;
- Lepidocolaptes souleyetii souleyetii (Des Murs, 1849).